# Cavendishia aurantiaca
Cavendishia aurantiaca är en ljungväxtart som beskrevs av J.L. Luteyn. Cavendishia aurantiaca ingår i släktet Cavendishia och familjen ljungväxter. Inga underarter finns listade i Catalogue of Life.